# 지도 두류단
지도 두류단은 전라남도 신안군 지도읍 감정리에 있다. 2000년 1월 31일 신안군의 향토유적 제7호로 지정되었다.

## 개요
조선말기 대학자였던 중암 김평묵의 지도 유배생활과 후학양성의 정신이 서려있는 곳이다.